# Carbury Castle
Carbury Castle (irisch Caisleán Chairbre) ist eine Burgruine im Townland Carbury (irisch Cairbre) an der Grenze der irischen Counties Kildare und Offaly. Die Ruine dieses festen Hauses aus der Tudorzeit auf dem Carbury Hill, das auch Fairy Hill genannt wird, dominiert die Gegend. Die Motte auf dem Hügel ließ vermutlich Meiler FitzHenry, der die Gegend von Strongbow verlehnt bekam, erbauen. Die De Berminghams kauften das Anwesen im 14. Jahrhundert und die ortsansässigen Iren eroberten es im 15. Jahrhundert. 1588 wurde es an die Familie Colley, Vorfahren der Dukes of Wellington, verlehnt. Sie ließen dort im 17. Jahrhundert das große, feste Haus erbauen.

## Geschichte
Die erste Burg wurde von den Normannen errichtet und die erste Motte auf dem Hügel ließ wohl Meiler FitzHenry errichten, der das Anwesen von Strongbow verlehnt bekam. Im 14. Jahrhundert kauften die De Berminghams das Anwesen. Von ihnen ging es an die Familie Preston, die Baronen Gormanstown, über und im 15. Jahrhundert eroberten es die ortsansässigen Iren. John Talbot, 1. Earl of Shrewsbury, später auch Earl of Wexford, Earl of Waterford und Baron Dungarvan, ließ die Burg nach 1447 neu bauen.
Der Blickfang auf dem Hügel ist aber die Ruine des Landhauses der Colleys, das auch Fairy Hill genannt wurde. Am 23. Oktober 1554 pachtete Sir Henry Colley († 1584), ein Vorfahr in väterlicher Linie der Dukes of Wellington, das Anwesen für 21 Jahre. Der Pachtvertrag wurde verlängert und die Colleys ließen im 17. Jahrhundert ein großes, festes Haus auf dem Gipfel des Hügels erbauen. Heute ist es eine Ruine.

## Weblinks

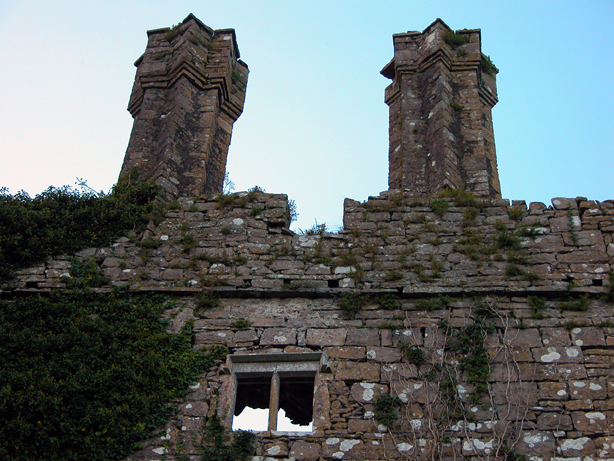
Fenster und Kamine